# Steamboat Rock
Steamboat Rock é uma cidade localizada no estado americano de Iowa, no Condado de Hardin.

## Demografia
Segundo o censo americano de 2000, a sua população era de 336 habitantes.
Em 2006, foi estimada uma população de 323, um decréscimo de 13 (-3.9%).

## Geografia
De acordo com o United States Census Bureau tem uma área de
1,4 km², dos quais 1,4 km² cobertos por terra e 0,0 km² cobertos por água. Steamboat Rock localiza-se a aproximadamente 329 m acima do nível do mar.

## Localidades na vizinhança
O diagrama seguinte representa as localidades num raio de 20 km ao redor de Steamboat Rock.